# Pajewo Wielkie
Pajewo Wielkie es un pueblo de Polonia, en Mazovia.  Se encuentra en el distrito (Gmina) de Gołymin-Ośrodek, perteneciente al condado (Powiat) de Ciechanów. Se encuentra aproximadamente a 9 km al noroeste de Gołymin-Ośrodek, 12 km al este de Ciechanów, y a 74 km  al norte de Varsovia. 
Entre 1975 y 1998 perteneció al voivodato de Ciechanów.